# Vättern
Il Vättern è il secondo lago più grande della Svezia. È situato nella parte meridionale del Paese ed è collegato tramite il canale di Göta al lago Vänern, il più vasto dello stato scandinavo.
La profondità media è pari a 40 m. Il lago ha un perimetro di circa 642 km e un volume d'acqua di circa 77 km³. Dal lago origina il fiume Motala, che nasce nei pressi della città omonima e sfocia nel mar Baltico.

## Geografia
Nel lago si trova l'isola di Visingsö, situata al largo di Gränna; fra le città che si affacciano sulle sue rive vi sono Vadstena, Jönköping, Hjo, Askersund, Åmmeberg e Karlsborg.

## Descrizione
La profondità media è pari a 40 m. Il lago ha un perimetro di circa 642 km e un volume d'acqua di circa 77 km³. Il lago è alpino vulcanico e fatto con acqua cristallina. È composto con sabbia e roccia con ripide scogliere. Questo lago è stato anche molto urbanizzato con ponti, case, strade…Il lago contiene molte specie di pesci: i più comuni sono il Salmerino Alpino, il Salmone dell’Atlantico e il Laverello, e molte specie di anfibi.
È proprio La pulizia di esse a renderlo uno dei luoghi più adatti per il prolificare della fauna ittica e meta favorita dagli amanti della pesca che li possono dedicarsi al proprio hobbie senza incorrere in sanzioni di alcun tipo.L'entroterra, con la molteplicità del suo paesaggio, invita a lunghi giri in bicicletta e mountain bike, all'equitazione, al tennis, all'arrampicata, al parapendio e al golf. Gli amanti della natura possono fare lunghe passeggiate sulle montagne circostanti e vicino al lago.